# Live - Friday the 13th
Live - Friday the 13th è un DVD e un CD live dei Maroon 5. È stato registrato il 13 maggio 2005 a Santa Barbara, California a Santa Barbara Bowl.
Il DVD contiene interviste esclusive del gruppo. Il concerto live è un'esibizione di tutte le loro canzoni e il CD contiene le stesse tracce.

## Lista delle tracce

### CD
1. "Shiver" – 4:49
2. "Through with You" – 3:19
3. "Tangled" – 3:37
4. "Harder to Breathe" – 2:59
5. "The Sun" – 7:52
6. "Wasted Years" – 5:23
7. "Secret/Ain't No Sunshine" – 7:11
8. "Not Coming Home" – 4:28
9. "This Love" – 5:14
10. "Must Get Out" – 4:08
11. "Sunday Morning" – 6:37
12. "Sweetest Goodbye" – 9:38
13. "Hello" (cover degli Oasis) – 3:52
14. "She Will Be Loved" – 8:51

### DVD
1. "Shiver"
2. "Through with You"
3. "Tangled"
4. "Harder to Breathe"
5. "Sun"
6. "Wasted Years"
7. "Secret/Ain't No Sunshine"
8. "Not Coming Home"
9. "This Love"
10. "Must Get Out"
11. "Sunday Morning"
12. "Sweetest Goodbye"
13. "Hello"
14. "She Will Be Loved"
15. Bonus Material